# Hippasella
Hippasella es un género de arañas araneomorfas de la familia Lycosidae. Se encuentra en Sudamérica.

## Lista de especies
Según The World Spider Catalog 13.5:
- Hippasella alhue Piacentini, 2011
- Hippasella arapensis (Strand, 1908)
- Hippasella guaquiensis (Strand, 1908)